# Raset
Raset – miejscowość w Hiszpanii, w Katalonii, w prowincji Girona, w comarce Gironès, w gminie Cervià de Ter.
Według danych INE z 2004 roku miejscowość zamieszkiwało 118 osób.